# Reparcelamento do solo

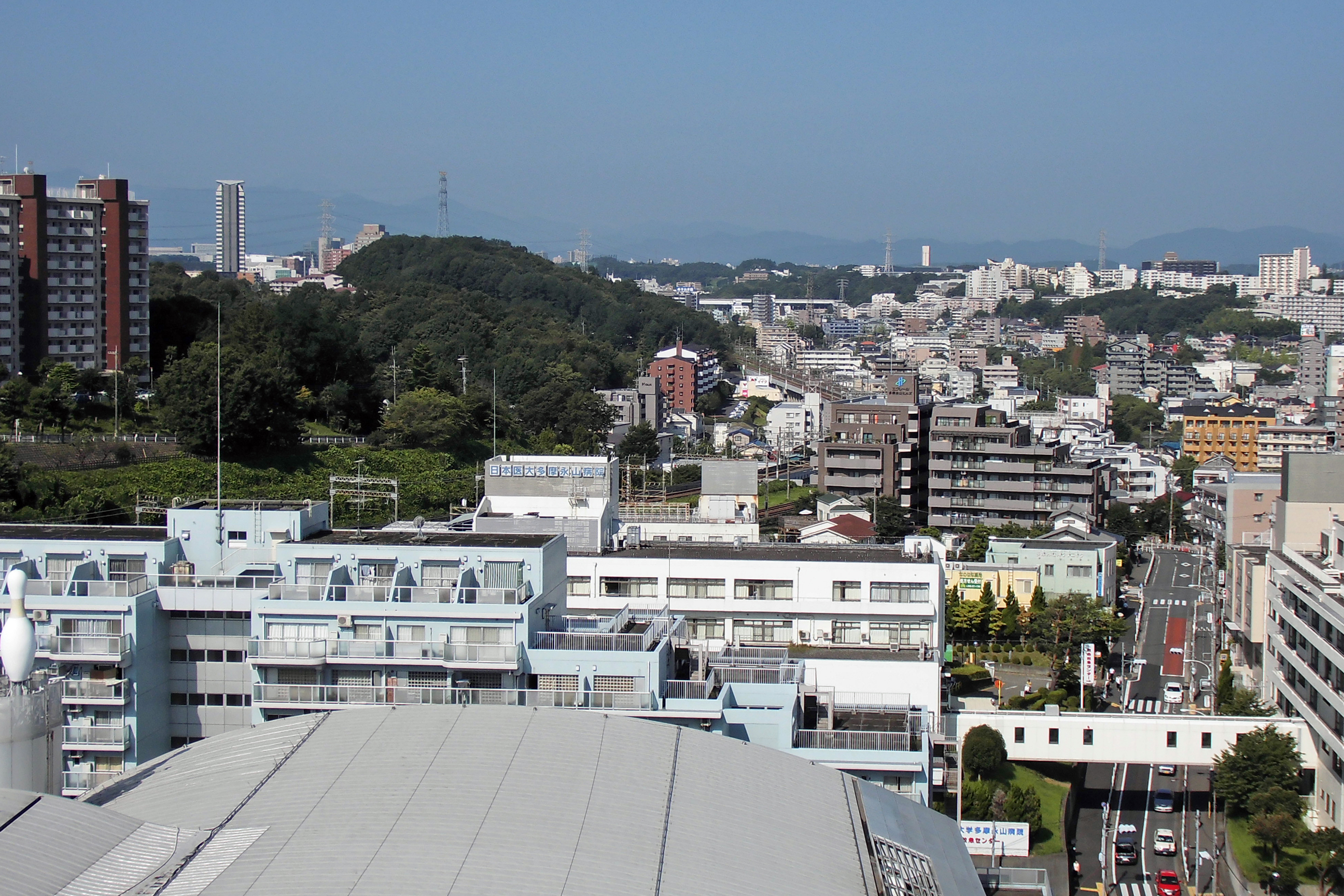
Paisagem urbana desenvolvida por meio de um projeto de reparcelamento do solo, em Tama New Town, cidade projetada na Região Metropolitana de Tóquio, Japão

Reparcelamento do solo ou reajuste de terras (em inglês: land readjustment, em japonês: 区画整理; romaniz.: kukaku-seiri) é processo urbanístico de reorganização de terrenos públicos e privados, visando à promoção de infraestruturas públicas e uma melhor organização urbana. O processo possui características diversas dependendo da jurisdição, com seu uso no Japão caracterizado como "bem-sucedido".